# Stazione di Trani
Stazione di Trani vasútállomás Olaszországban, Puglia régióban, Trani településen.

## Vasútvonalak
Az állomást az alábbi vasútvonalak érintik:
- Ancona–Lecce-vasútvonal

## Kapcsolódó állomások
A vasútállomáshoz az alábbi állomások vannak a legközelebb: 
- Stazione di Bisceglie
- Stazione di Barletta